# Игегик (Аляска)
Игегик (англ. Egegik) — город в боро Лейк-энд-Пенинсула в американском штате Аляска. По данным переписи населения США 2020 года, численность населения составляла 39 человек.

## Население
| 2010 | 2016 | 2020 |
| ---- | ---- | ---- |
| 109  | ↘106 | ↘39  |